# Khuê Mỹ
Khuê Mỹ là một phường thuộc quận Ngũ Hành Sơn, thành phố Đà Nẵng, Việt Nam.
Phường Khuê Mỹ có diện tích 5,49 km², dân số năm 2005 là 10.824 người, mật độ dân số đạt 1.972 người/km².

## Lịch sử
Phường Khuê Mỹ được thành lập năm 2005 trên cơ sở một phần diện tích và dân số của phường Bắc Mỹ An.